# Cenolaimus supersentiens
Cenolaimus supersentiens är en rundmaskart som beskrevs av Nathan Augustus Cobb 1933. Cenolaimus supersentiens ingår i släktet Cenolaimus och familjen Monhysteridae. Inga underarter finns listade i Catalogue of Life.